# لفافتا كتف هنوم الفضيتان

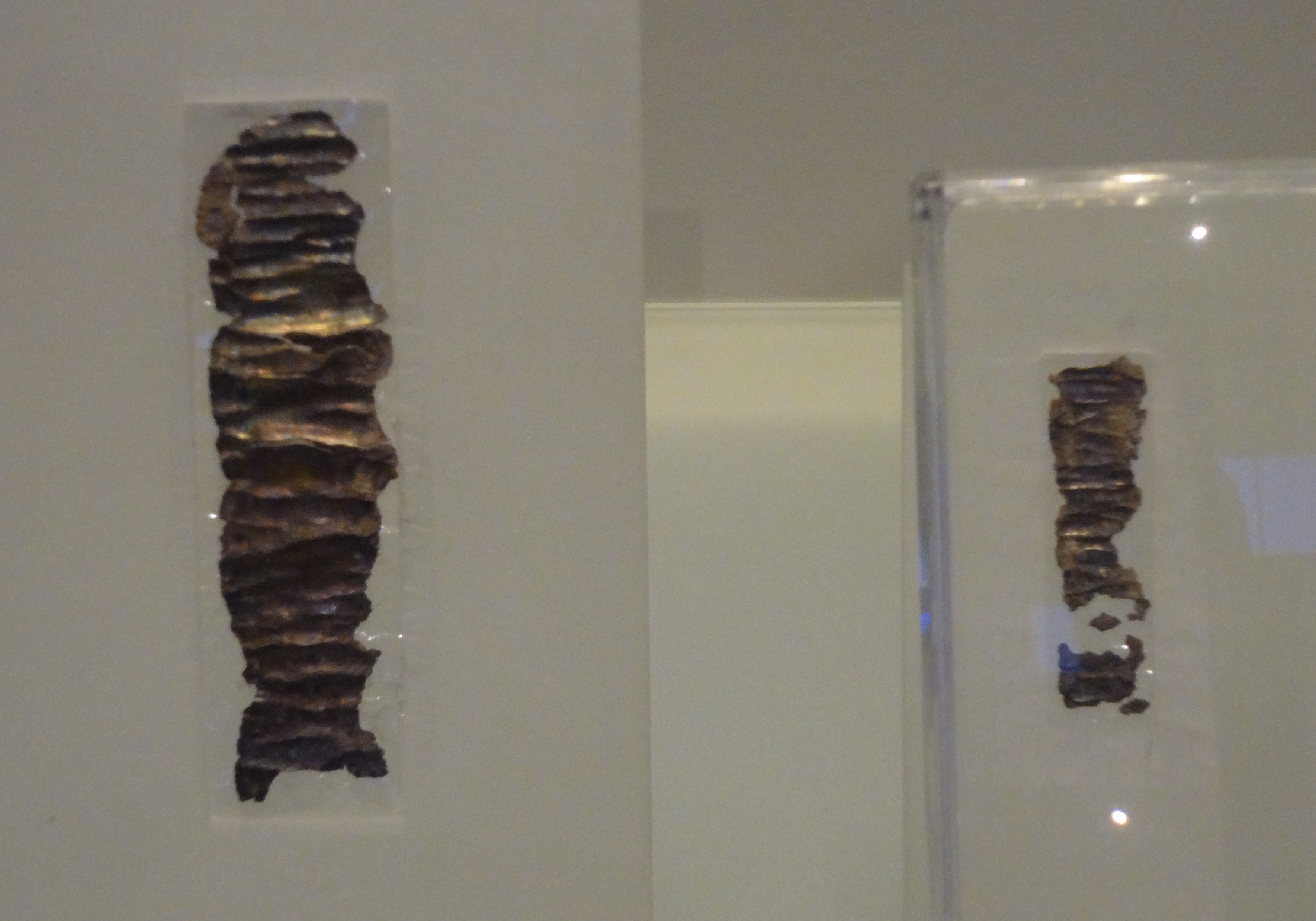
اللفافتان الفضيتان من كتف هنوم

لفافتا كتف هنوم الفضيتان هما لفافتان صغيرتان مصنوعتان من رقاقة من الفضة في القرن السابع قبل الميلاد. اكتشفت اللفافتين في معظمية في منطقة كتف هنوم أي حرف وادي هنوم أو ابن هنوم بالقرب من القدس عام 1979 ونشرها جبريل برقاي Gabriel Barkay، ربما تم ارتداؤها على الجسم كتميمة .
تحتوي كل منها على تبريكات مكتوبة بالأبجدية العبرية القديمة ، مأخوذة من بركات في التناخ . وتعد هاتين اللفافتين أقدم الوثائق الباقية من نصوص الكتاب المقدس.

## اللفافتان
يرمز للفافتين بالاختصارين KH1 و KH2 وتبلغ أبعاد الفافة الأولى 27 × 94 مم، أما الثانية فأبعادها 11 × 39 مم فقط. كلاهما مصنوع من 99٪ فضة و 1 ٪ نحاس. يشبه الخط فيهما خط نقش سلوان .
النص المكتوب متبقي في اللفافتين جزئيا فقط. تحتوي KH1 على 77 حرفًا، 17 منها غير مقروءة بوضوح. وتحتوي KH2 على 49 حرفًا، 15 منها غير مقروءة بوضوح. تشبه البركة في اللفافة الأولى بشكل كبير وعد الله بالبركة حسب الوصية الأولى
- خر 20: 6 واصنع احسانا إلى الوف من محبي وحافظي وصاياي.

وترد هذه البركة بصيغ متشابهة ويمكن مقارنتها مع:
- تث 5: 10 واصنع احسانا إلى الوف من محبي وحافظي وصاياي.
- تث 7: 9 فاعلم ان الرب الهك هو الله الاله الامين الحافظ العهد والإحسان للذين يحبونه ويحفظون وصاياه إلى الف جيل
- دا 9: 4 وصليت إلى الرب الهي واعترفت وقلت ايها الرب الاله العظيم المهوب حافظ العهد والرحمة لمحبيه وحافظي وصاياه.
- نح 1: 5 وقلت ايها الرب اله السماء الاله العظيم المخوف الحافظ العهد والرحمة لمحبيه وحافظي وصاياه

والثاني على البركة الهارونية أو بركة الكهنة. في سفر العدد، الإصحاح السادس، الآيات من 24 إلى 26.

### اللفافة KH1
| سطر | نقحرة بالعبري المربع | ترجمة عربية                          |
| --- | -------------------- | ------------------------------------ |
| 1   | -//יהו--             | . . يهوـ(الله). .                    |
| 2   | -----                | -----                                |
| 3   | ------               | ----- [من يحفظ]                      |
| 4   | [א]אב הבר            | الوصية/العهد                         |
| 5   | - חסד לאה            | رحمة لمحبيه                          |
| 6   | ב /לשמרי -           | ... وحافظي                           |
| 7   | --- בכ -             | . . . ؟ . . .                        |
| 8   | - חהעלמש             | ؟ إلى الأبد ؟ ... أو تجعل نفسك هادئا |
| 9   | בה - המכל -          | ... ؟ ... من جميع                    |
| 10  | - ומהרע -            | ... ومن الشر. . .                    |
| 11  | כיבוגאל -            | ... لأن فيه الخلاص. . .              |
| 12  | הכי יהוה -           | ...؟ لأن يهوه                        |
| 13  | שימ / נמו            | . . . ؟ ؟ ؟ . . .                    |
| 14  | כור יבר              | ... ؟؟؟ يبارك                        |
| 15  | [כ יהוה [ו           | أنت يهوه [و]                         |
| 16  | י שמרכ י             | يحرسك                                |
| 17  | אר יהוה              | يضيء يهوه                            |
| 18  | [פ] נ [יו אלי]       | [وجهه ] ؟                            |
| 19  | [כ ויחנכ] ------     | [عليك] ؟                             |

### اللفافة KH2
| سطر | نقحرة بالعبري المربع | ترجمة عربية             |
| --- | -------------------- | ----------------------- |
| 1   | הברו [כ]-            | يبارك. .                |
| 2   | -א / ו ניהו -        | . . . ؟ يهو (الله). . . |
| 3   | ר-יה [ו]-            | ؟ . . . يهـ [ـو]. . .   |
| 4   | --ר / ד עה -         | ... ؟ شر (؟ ). . .      |
| 5   | שיברכ-               | ؟ . . .                 |
| 6   | יהוה ו               | يهوه و                  |
| 7   | [י] שמרכ             | يحرسك                   |
| 8   | יאר \\ יה            | يضيء \\يهـ-             |
| 9   | [וה] \\ פניו         | [يهـ] \\ وجهه           |
| 10  | [אל] יכ ו י          | عليك و                  |
| 11  | שמ לכ ש              | يمنحك سـ -              |
| 12  | לו [מ]               | ـلا[م]                  |
| 13  | ------               | . . .                   |
| 14  | ------               | . . .                   |
| 15  | --כמ--               | . . . ؟ . . .           |
| 16  | ------               | . . .                   |
| 17  | -ור-נ-               | . . . ؟ . . . ؟ . . .   |
| 18  | ------               | . . .                   |

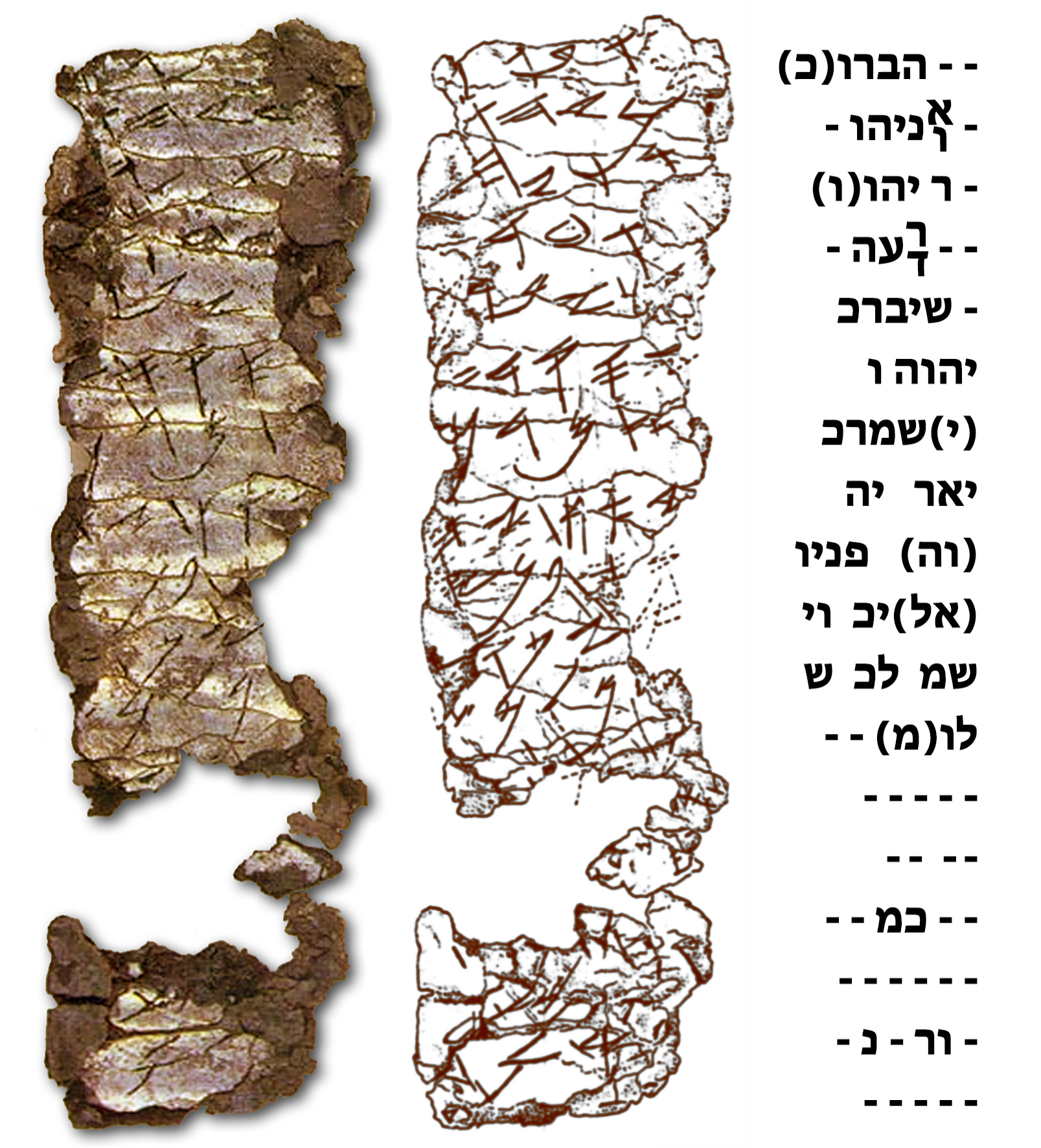
اللفافة الفضية KH2

النص له أوجه تشابه قوية مع البركة الهارونية في سفر العدد الإصحاح السادس الآيات من .24 إلى 26. يمكن قراءة الأسطر من 1 إلى 3 أيضًا: «أنت مبارك يا نتنياهو بن بريكياهو».
| ترجمة عربية                       | نص ماسوري                       |
| --------------------------------- | ------------------------------- |
| يباركك الرب ويحرسك                | יְבָרֶכְךָ יְהוָה וְיִשְׁמְרֶךָ               |
| يضيء الرب بوجهه عليك ويرحمك.      | יָאֵר יְהוָה פָּנָיו אֵלֶיךָ וִיחֻנֶּךָּ        |
| يرفع الرب وجهه عليك ويمنحك سلاما. | יִשָּׂא יְהוָה פָּנָיו אֵלֶיךָ וְיָשֵׂם לְךָ שָׁלוֹם |

## التاريخ
في عام 1979 م، اكتشفت اللفائف الفضية خلال التحقيقات الأثرية فيمنطقة كتف هنوم في وادي هنوم جنوب غرب أسوار مدينة البلدة القديمة في القدس . استغرق الأمر ثلاث سنوات حتى جرى فرد الفافتان الهشتان وفك النقوش المكتوبة عليها.
في عام 1995 م، نفى اللاهوتيان الألمانيان رينز Johannes Renz و روليغ Wolfgang Röllig تأريخ اللفافتان بالقرن السابع قبل الميلاد. واعتبرا ظهور لاحق في القرن الثالث ممكن.  ثم أكدت التحقيقات التي أجرتها جامعة جنوب كاليفورنيا في وقت لاحق أن القطعتان صنعتا في الواقع في أواخر القرن السابع إلى أوائل القرن السادس قبل الميلاد، قبل بضع سنوات من غزو القدس في 586/587 قبل الميلاد. 

## المؤلفات
- غGabriel Barkay: The Riches of Ketef Hinnom. Jerusalem tomb yields Biblical text four centuries older than Dead Sea Scrolls. In: Biblical Archaeology Review, Band 35, Nummer 4, 2009 (online).
- Angelika Berlejung: Ein Programm fürs Leben. Theologisches Wort und anthropologischer Ort der Silberamulette von Ketef Hinnom. In: Zeitschrift für die Alttestamentliche Wissenschaft, Band 120, 2008, ISSN 0934-2796, S. 204–230.
- Karl Jaroš: Die ältesten Fragmente eines biblischen Textes : zu den Silberamuletten von Jerusalem, Philipp von Zabern, Mainz 1997, ISBN 978-3-8053-2401-4.

## روابط إنترنت
- أقدم مخطوطات الكتاب المقدس
- النسخ بواسطة كارل جاروش